# Zadravec
 Zadravec  falu Horvátországban Krapina-Zagorje megyében. Közigazgatásilag Bedekovčinához tartozik.

## Fekvése
Zágrábtól 34 km-re északra, községközpontjától  8 km-re északnyugatra a Horvát Zagorje területén fekszik.

## Története
1857-ben 126, 1910-ben 303 lakosa volt. Trianonig Varasd vármegye Zlatari járásához tartozott. A településnek 2001-ben 150 lakosa volt.

## Külső hivatkozások
- Bedekovčina község hivatalos oldala